# تاون اند کانتری (میزوری)
تاون اند کانتری (به انگلیسی: Town and Country) شهری در شهرستان سنت لوئیس ایالت میزوری است که جمعیت آن در سرشماری سال ۲۰۱۰ میلادی ۱۰٫۸۱۵ نفر بوده است.